# Tibiscum
Tibiscum (Tibisco, Tibiscus, Tibiskon) a fost o așezare dacică, apoi oraș în Dacia romană, cunoscut ca municipiu (municipium Tibiscensium) pe vremea împăratului Gallienus (253-268), rang la care fusese ridicat, probabil, sub Septimiu Sever (193-211). Orașul se găsea la ieșirea râului Timiș din munți și vărsarea râului Bistra, lângă Caransebeș, azi localitatea Jupa, județul Caraș-Severin.

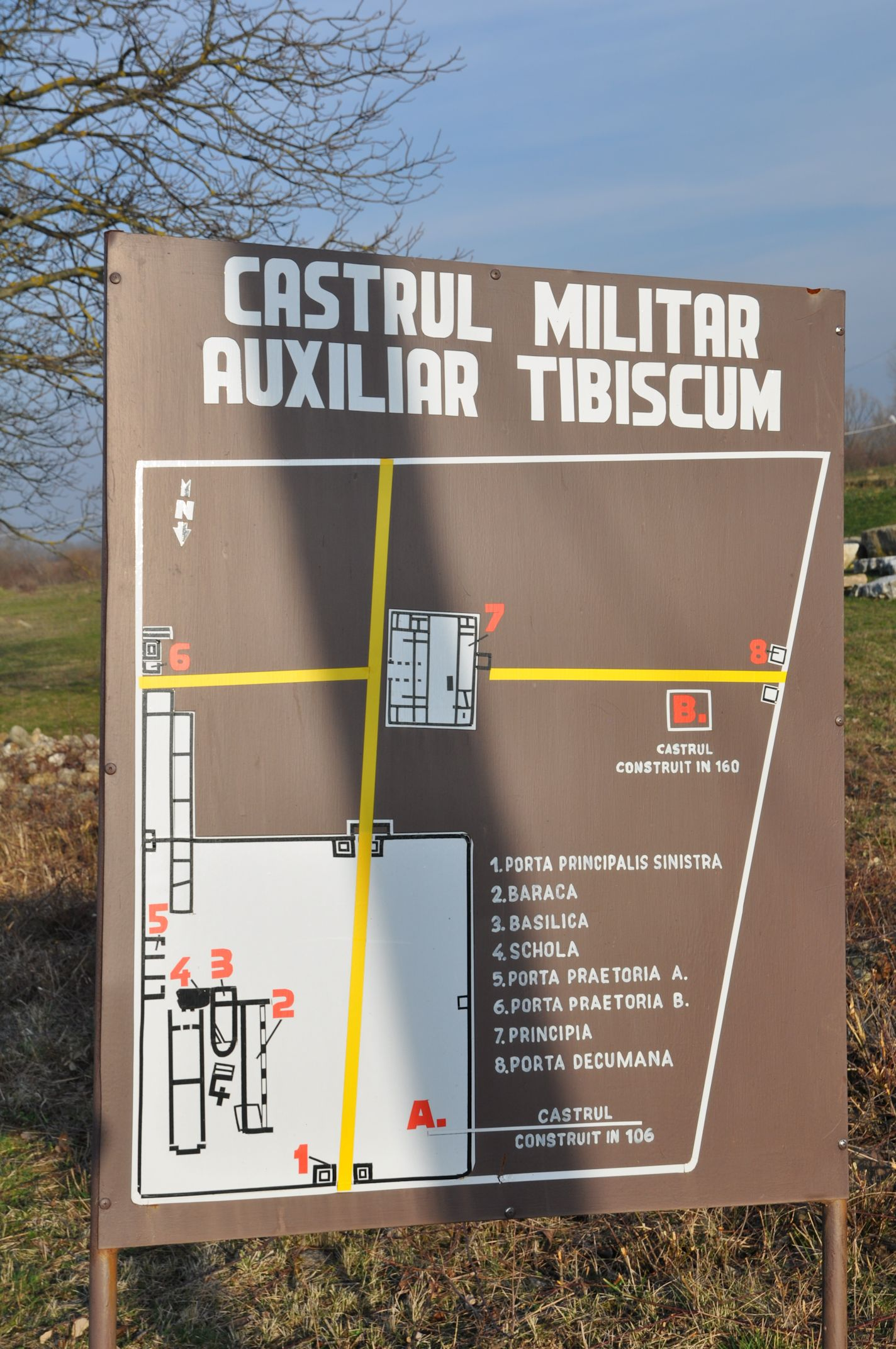

## Complexul arheologic
Sunt vizibile ruinele unor construcții importante și ale unor ateliere din castrul roman și din așezarea civilă romană Tibiscum. Așezările romane de aici au fost și rămân cele mai importante vestigii ale antichității clasice din Banat.